# 希玛利亚
在希腊神话中，希玛利亚是居住在羅德島東端一个寧芙。她与宙斯有三个儿子：分別是Spartaios， Kronios， 与Kytos。
木衛六（英文：Himalia），木星的一顆自然衛星，也是因她命名。